# 臺南轉運站
臺南轉運站是位於臺灣臺南市北區的長途客運及市區客運轉運中心，為大台南第十一座轉運站，共有3家市區公車及3家國道客運業者進駐。由台南市政府委託鼎漢國際工程顧問公司營運。
本站目前為臺鐵臺南車站長途客運路線的臨時總站，以貨櫃屋造型為其特色，距離臺南車站步行約5到10分鐘。轉運站於2018年2月24日動工，2019年6月30日完工，12月25日8時起開始試營運，三家國道客運業者於北門路上之場站全數遷移至此，2020年1月6日正式啟用。待臺南市區鐵路地下化計畫整體工程完工後，轉運站將遷至北門路、小東路口。

## 歷史
該址曾為中華民國陸軍兵工配件製造廠，俗稱「兵工場」，軍事設施遷址騰空後，曾作為國道客運停車場。

## 設施
- 國道客運13席停靠位置。（包含備用位置2席）
- 市區公車3席停靠位置。
- 小客車、計程車臨停下車區6席。
- 計程車排班區22席停靠位置。
- 計程車上車區6席。
- 智能停車場－車牌辨識系統：180席的汽車停車格、492席的機車停車格。
- 轉運站位於1樓，包含候車月臺、售票處。
- 1樓候車廣場設有商場、攤位、置物櫃。

## 進駐商家
- 統一超商
- 弄餅家千層餅
- 李記轉運刈包碗粿
- 見昌機車租賃
- 統一速邁
- 生活飲料
- OJUICE 歐吉斯冷壓果汁
- OWLocker 智慧型寄物櫃
- 中國信託商業銀行 ATM
- 遠東國際商業銀行 ATM

## 月台配置
- 1、2號月台
  - 備用月台
- 3～5號月台（統聯客運使用）
  - 1611 往永康轉運站、新營、中港轉運站、中壢服務區（桃園機場轉乘站）、桃園經國轉運站、重陽站或承德路、臺北轉運站
  - 1612 往永康轉運站、新營轉運站、嘉義交流道、中港轉運站、三峽、新店、景美、市府轉運站
  - 1625 往仁德交流道、麻豆轉運站、新營、朝馬、臺灣大道、臺中州廳、國立台中教育大學、臺中車站
- 6、7號月台（國光客運使用）
  - 1837 往永康轉運站、往朝馬轉運站、林口、三重重慶北路、臺北轉運站
  - 1871 往永康轉運站、朝馬轉運站、臺灣大道、臺中州廳、國立台中教育大學、臺中車站
- 8～13號月台（和欣客運使用）
  - 7500 往永康轉運站、麻豆轉運站、新營、朝馬、新竹、桃園經國轉運站、三重、臺北轉運站
  - 7505 往永康轉運站、麻豆轉運站 、中壢、板橋客運站

## 興建工程效益與獲獎
- 改善臺南公園周邊停車不易問題。
- 改善臺南車站周邊交通及北門路上國道客運停靠載客時占用車道導致後方車輛堵塞問題。
- 友善候車環境，可提升更多民眾搭乘公共運輸的意願，提升經濟繁榮。
- 活化閒置空間，提升周邊土地核心價值。
- 建造過程中，先後獲得中華民國不動產協進會2018年國家卓越建設獎規劃設計類金質獎、2019年再入圍國世界建築交通運輸類決選名單。[8]

## 路線

### 大台南公車（站外轉乘）
| 編號              | 經營業者 | 起站                            | 經由                       | 訖站                   | 備註                                                                          |
| ----------------- | -------- | ------------------------------- | -------------------------- | ---------------------- | ----------------------------------------------------------------------------- |
| 0左               | 統聯客運 | 臺南火車站（北站）              | 花園夜市、大東夜市         | 臺南火車站（北站）     | - 逆時針循環線（先經公園路）。                                                |
| 0右               | 統聯客運 | 臺南火車站（南站）              | 大東夜市、花園夜市         | 臺南火車站（南站）     | - 順時針循環線（先經小東路）。                                                |
| 9                 | 統聯客運 | 臺南轉運站                      | 公親里活動中心             | 東溪埔寮福安宮         | - 九人座小巴班次繞駛公親里。                                                  |
| 10                | 統聯客運 | 臺南轉運站                      | 永華市政中心、海東國小     | 鹿耳門天后宮           |                                                                               |
| 18                | 府城客運 | 國民路／ 西門健康立體停車場     | 安南醫院                   | 和順轉運站             | - 部分班次繞駛北安路。                                                        |
| 21                | 府城客運 | 臺南火車站                      | 南台科技大學、鹽行、蔦松   | 永康休閒育樂中心       | - 九人座小巴班次繞駛奇美醫院。                                                |
| 98                | 府城客運 | 臺南轉運站                      | 赤崁樓、安平、四草         | 七股鹽山               |                                                                               |
| 98區間車          | 府城客運 | 臺南轉運站                      | 赤崁樓、安平               | 觀夕平台               |                                                                               |
| 111               | 漢程客運 | 小西門（西門路）                | 香格里拉飯店、台糖長榮酒店 | 高雄國際航空站         | - 部分班次繞駛中華東路、平實三街口。 - 上車處位於轉運站對面（公園路人行道）。 |
| 綠幹線            | 興南客運 | 臺南轉運站                      | 永康、新化、左鎮           | 玉井                   |                                                                               |
| 綠幹線 區間車(西) | 興南客運 | 臺南轉運站                      | 永康                       | 新化                   |                                                                               |
| 綠12 區間車(1)    | 興南客運 | 臺南轉運站／新化                | 左鎮                       | 南化國中               |                                                                               |
| 藍幹線            | 興南客運 | 安平工業區                      | 安順、和順、西港           | 佳里                   |                                                                               |
| 橘3               | 興南客運 | 善化轉運站                      | 安定、和順                 | 和順轉運站／臺南轉運站 |                                                                               |
| 橘11              | 興南客運 | 下營區公所                      | 麻豆轉運站、西港           | 安南醫院／臺南轉運站   |                                                                               |
| 橘11-1            | 興南客運 | 下營區公所／麻豆轉運站          | 西港、和順                 | 臺南轉運站             | - 部分班次繞駛成大醫院（勝利路）。 - 跳蛙公車，僅停靠部分站點。               |
| 橘12              | 興南客運 | 麻豆轉運站                      | 善化轉運站、新市車站       | 臺南轉運站             | - 部分班次繞駛三舍中安宮。                                                    |
| 橘13              | 漢程客運 | 臺南轉運站                      | 平實轉運站                 | 麻豆轉運站             |                                                                               |
| 紅1               | 興南客運 | 臺南轉運站                      | 太子廟、歸仁               | 關廟轉運站             |                                                                               |
| 紅2               | 興南客運 | 西門健康立體停車場／ 臺南轉運站 | 後壁厝、上崙子             | 關廟轉運站             | - 07:05西門健康立體停車場發車班次繞駛中華醫大。                               |
| 紅3               | 興南客運 | 臺南轉運站                      | 臺南航空站、高鐵台南站     | 關廟轉運站             | - 部分班次繞駛文賢德成路口、長榮大學。                                        |
| 紅4               | 興南客運 | 臺南轉運站                      | 後壁厝、中華醫事科技大學   | 奇美博物館（後門）     |                                                                               |

### 國道客運
| 編號 | 經營業者 | 起站       | 經由                                   | 迄站                  | 備註 |
| ---- | -------- | ---------- | -------------------------------------- | --------------------- | ---- |
| 1611 | 統聯客運 | 臺南轉運站 | 新營、（中港轉運站、經國轉運站）、三重 | 臺北轉運站            |      |
| 1612 | 統聯客運 | 臺南轉運站 | 新營、嘉義交流道、中港轉運站、三峽     | 市府轉運站（國道3號） |      |
| 1625 | 統聯客運 | 臺南轉運站 | 麻豆、新營、朝馬                       | 臺中車站              |      |
| 1871 | 國光客運 | 臺南轉運站 | 朝馬                                   | 臺中車站              |      |
| 1837 | 國光客運 | 臺南轉運站 | 朝馬、林口                             | 臺北轉運站            |      |
| 7500 | 和欣客運 | 臺南轉運站 | （麻豆、新營）、朝馬、新竹、桃園、三重 | 臺北轉運站            |      |
| 7505 | 和欣客運 | 臺南轉運站 | 麻豆、新營、中壢、新埔                 | 板橋轉運站            |      |

## 周邊設施及景點
- 台南市公共自行車YouBike2.0：
  - 臺南公園（臺南轉運站）：50柱
- 臺南公園
- 長興生態公園
- 國立臺南第二高級中學
- 臺南市兒童科學館
- 臺南市立圖書館公園總館
- 321巷 藝術聚落
- 台南市北區公園國小
- 三級古蹟西華堂
- 臺南文化創意產業園區[10]